# Haldorus clypeatus
Haldorus clypeatus är en insektsart som beskrevs av Rauno E. Linnavuori och Delong 1979. Haldorus clypeatus ingår i släktet Haldorus och familjen dvärgstritar. Inga underarter finns listade i Catalogue of Life.